# Primera División de Chile 1976
El Campeonato Nacional de Fútbol de la Primera División de 1976 fue el torneo disputado en la 44.ª temporada de la máxima categoría del fútbol profesional chileno, con la participación de 18 equipos.
El torneo se jugó en dos rondas con un sistema de todos-contra-todos.
El campeón fue Everton que logró su tercer campeonato. Tras vencer en dos partidos de definición a Unión Española jugados en el Estadio Nacional por un 0-0 y un 3-1 favorable a los viñamarinos.

## Equipos por región
| Región               | N.º | Equipos |
| -------------------- | --- | --- |
| Región Metropolitana | 7   | Colo-Colo, Deportes Aviación, Palestino, Santiago Morning, Unión Española, Universidad Católica y Universidad de Chile |
| Biobío               | 4   | Deportes Concepción, Huachipato, Lota Schwager y Naval                                                                 |
| Coquimbo             | 2   | Deportes La Serena y Deportes Ovalle                                                                                   |
| Valparaíso           | 2   | Everton y Santiago Wanderers                                                                                           |
| Antofagasta          | 1   | Regional Antofagasta                                                                                                   |
| Maule                | 1   | Rangers |
| Araucanía            | 1   | Green Cross Temuco |

## Tabla final
| Pos | Equipo               | PJ | PG | PE | PP | GF | GC | Dif | Pts |
| --- | -------------------- | -- | -- | -- | -- | -- | -- | --- | --- |
| 1   | Unión Española       | 34 | 21 | 11 | 2  | 69 | 28 | 41  | 53  |
| 2   | Everton              | 34 | 22 | 9  | 3  | 77 | 44 | 33  | 53  |
| 3   | Universidad de Chile | 34 | 17 | 11 | 6  | 70 | 41 | 29  | 45  |
| 4   | Colo-Colo            | 34 | 16 | 12 | 6  | 57 | 36 | 21  | 44  |
| 5   | Palestino            | 34 | 16 | 10 | 8  | 67 | 53 | 14  | 42  |
| 6   | Green Cross-Temuco   | 34 | 16 | 9  | 9  | 57 | 38 | 19  | 41  |
| 7   | Universidad Católica | 34 | 14 | 10 | 10 | 48 | 39 | 9   | 38  |
| 8   | Santiago Wanderers   | 34 | 11 | 11 | 12 | 53 | 61 | -8  | 33  |
| 9   | Deportes Concepción  | 34 | 12 | 7  | 15 | 61 | 59 | 2   | 31  |
| 10  | Deportes Ovalle      | 34 | 9  | 12 | 13 | 46 | 48 | -2  | 30  |
| 11  | Regional Antofagasta | 34 | 12 | 6  | 16 | 51 | 70 | -19 | 30  |
| 12  | Deportes Aviación    | 34 | 9  | 10 | 15 | 49 | 70 | -21 | 28  |
| 13  | Lota Schwager        | 34 | 7  | 13 | 14 | 48 | 62 | -14 | 27  |
| 14  | Santiago Morning     | 34 | 10 | 7  | 17 | 41 | 57 | -16 | 27  |
| 15  | Huachipato           | 34 | 10 | 6  | 18 | 49 | 64 | -15 | 26  |
| 16  | Rangers              | 34 | 7  | 11 | 16 | 41 | 62 | -21 | 25  |
| 17  | Naval                | 34 | 7  | 8  | 19 | 39 | 56 | -17 | 22  |
| 18  | Deportes La Serena   | 34 | 6  | 5  | 23 | 41 | 76 | -35 | 17  |

PJ=Partidos jugados; PG=Partidos ganados; PE=Partidos empatados; PP=Partidos perdidos; GF=Goles a favor; GC=Goles en contra; Dif=Diferencia de gol; Pts=Puntos
|  | Juega final por el campeonato.            |
|  | Clasifica a la Liguilla Pre-Libertadores. |
|  | Juega la Liguilla de Promoción.           |
|  | Desciende a Segunda División.             |

## Final
Primera final
|       | POR   | Enrique Enoch   |   |
|       | DEF   | Juan Machuca    |   |
|       | DEF   | Leonel Herrera  |   |
|       | DEF   | Mario Soto      |   |
|       | DEF   | Antonio Arias   |   |
|       | MED   | Enzo Escobar    | ' |
|       | MED   | Eddio Inostroza |   |
|       | MED   | Rafael González |   |
|       | DEL   | Nicolás Novello |   |
|       | DEL   | Víctor Pizarro  |   |
|       | DEL   | Leonardo Véliz  |   |
| D. T. | D. T. | Luis Santibáñez |   |

|       | POR   | Leopoldo Vallejos  |   |
|       | DEF   | Mario Galindo      |   |
|       | DEF   | Guillermo Azócar   |   |
|       | DEF   | Ángel Brunell      |   |
|       | DEF   | Julio Núñez        |   |
|       | MED   | Humberto López     |   |
|       | MED   | Guillermo Martínez | ' |
|       | MED   | Mario Salinas      |   |
|       | DEL   | Carlos Cáceres     |   |
|       | DEL   | Sergio Ahumada     |   |
|       | DEL   | José Luis Ceballos |   |
| D. T. | D. T. | Pedro Morales      |   |

|  | MED | Luis Miranda | ' |

|  | DEL | Jorge Américo Spedaletti | ' |

| Principal  | Rafael Hormazábal |
| Asistentes | Gastón Castro     |
|            | Néstor Mondría    |

|       | POR   | Enrique Enoch   |   |
|       | DEF   | Juan Machuca    |   |
|       | DEF   | Leonel Herrera  |   |
|       | DEF   | Mario Soto      |   |
|       | DEF   | Antonio Arias   |   |
|       | MED   | Enzo Escobar    | ' |
|       | MED   | Eddio Inostroza |   |
|       | MED   | Rafael González |   |
|       | DEL   | Nicolás Novello |   |
|       | DEL   | Víctor Pizarro  |   |
|       | DEL   | Leonardo Véliz  |   |
| D. T. | D. T. | Luis Santibáñez |   |

|       | POR   | Leopoldo Vallejos  |   |
|       | DEF   | Mario Galindo      |   |
|       | DEF   | Guillermo Azócar   |   |
|       | DEF   | Ángel Brunell      |   |
|       | DEF   | Julio Núñez        |   |
|       | MED   | Humberto López     |   |
|       | MED   | Guillermo Martínez | ' |
|       | MED   | Mario Salinas      |   |
|       | DEL   | Carlos Cáceres     |   |
|       | DEL   | Sergio Ahumada     |   |
|       | DEL   | José Luis Ceballos |   |
| D. T. | D. T. | Pedro Morales      |   |

|  | MED | Luis Miranda | ' |

|  | DEL | Jorge Américo Spedaletti | ' |

| Principal  | Rafael Hormazábal |
| Asistentes | Gastón Castro     |
|            | Néstor Mondría    |

|       | POR   | Enrique Enoch   |   |
|       | DEF   | Juan Machuca    |   |
|       | DEF   | Leonel Herrera  |   |
|       | DEF   | Mario Soto      |   |
|       | DEF   | Antonio Arias   |   |
|       | MED   | Enzo Escobar    | ' |
|       | MED   | Eddio Inostroza |   |
|       | MED   | Rafael González |   |
|       | DEL   | Nicolás Novello |   |
|       | DEL   | Víctor Pizarro  |   |
|       | DEL   | Leonardo Véliz  |   |
| D. T. | D. T. | Luis Santibáñez |   |

|       | POR   | Leopoldo Vallejos  |   |
|       | DEF   | Mario Galindo      |   |
|       | DEF   | Guillermo Azócar   |   |
|       | DEF   | Ángel Brunell      |   |
|       | DEF   | Julio Núñez        |   |
|       | MED   | Humberto López     |   |
|       | MED   | Guillermo Martínez | ' |
|       | MED   | Mario Salinas      |   |
|       | DEL   | Carlos Cáceres     |   |
|       | DEL   | Sergio Ahumada     |   |
|       | DEL   | José Luis Ceballos |   |
| D. T. | D. T. | Pedro Morales      |   |

|  | MED | Luis Miranda | ' |

|  | DEL | Jorge Américo Spedaletti | ' |

| Principal  | Rafael Hormazábal |
| Asistentes | Gastón Castro     |
|            | Néstor Mondría    |

|       | POR   | Enrique Enoch   |   |
|       | DEF   | Juan Machuca    |   |
|       | DEF   | Leonel Herrera  |   |
|       | DEF   | Mario Soto      |   |
|       | DEF   | Antonio Arias   |   |
|       | MED   | Enzo Escobar    | ' |
|       | MED   | Eddio Inostroza |   |
|       | MED   | Rafael González |   |
|       | DEL   | Nicolás Novello |   |
|       | DEL   | Víctor Pizarro  |   |
|       | DEL   | Leonardo Véliz  |   |
| D. T. | D. T. | Luis Santibáñez |   |

|       | POR   | Leopoldo Vallejos  |   |
|       | DEF   | Mario Galindo      |   |
|       | DEF   | Guillermo Azócar   |   |
|       | DEF   | Ángel Brunell      |   |
|       | DEF   | Julio Núñez        |   |
|       | MED   | Humberto López     |   |
|       | MED   | Guillermo Martínez | ' |
|       | MED   | Mario Salinas      |   |
|       | DEL   | Carlos Cáceres     |   |
|       | DEL   | Sergio Ahumada     |   |
|       | DEL   | José Luis Ceballos |   |
| D. T. | D. T. | Pedro Morales      |   |

|  | MED | Luis Miranda | ' |

|  | DEL | Jorge Américo Spedaletti | ' |

| Principal  | Rafael Hormazábal |
| Asistentes | Gastón Castro     |
|            | Néstor Mondría    |

Partido de desempate
|       | POR   | Leopoldo Vallejos        |   |
|       | DEF   | Mario Galindo            |   |
|       | DEF   | Guillermo Azócar         |   |
|       | DEF   | Ángel Brunell            |   |
|       | DEF   | Julio Núñez              |   |
|       | MED   | Humberto López           |   |
|       | MED   | Mario Salinas            |   |
|       | DEL   | Carlos Cáceres           | ' |
|       | DEL   | Jorge Américo Spedaletti |   |
|       | DEL   | Sergio Ahumada           |   |
|       | DEL   | José Luis Ceballos       |   |
| D. T. | D. T. | Pedro Morales            |   |

|       | POR   | Enrique Enoch      |   |
|       | DEF   | Juan Machuca       |   |
|       | DEF   | Leonel Herrera     |   |
|       | DEF   | Mario Soto         |   |
|       | DEF   | Antonio Arias      |   |
|       | MED   | Eddio Inostroza    | ' |
|       | MED   | Rafael González    |   |
|       | MED   | Miguel Ángel Neira |   |
|       | DEL   | Alejandro Trujillo | ' |
|       | DEL   | Víctor Pizarro     |   |
|       | DEL   | Leonardo Véliz     |   |
| D. T. | D. T. | Luis Santibáñez    |   |

|  | MED | Guillermo Martínez | ' |

|  | DEL | Nicolás Novello | ' |
|  | MED | Luis Miranda    | ' |

| 44' · 58' · 90' | Sergio Ahumada Mario Salinas José Luis Ceballos | 1:0 2:0 3:1 |

| 66' | Luis Miranda | 2:1 |

| Principal  | Gastón Castro    |
| Asistentes | Néstor Mondría   |
|            | Patricio Andrade |

|       | POR   | Leopoldo Vallejos        |   |
|       | DEF   | Mario Galindo            |   |
|       | DEF   | Guillermo Azócar         |   |
|       | DEF   | Ángel Brunell            |   |
|       | DEF   | Julio Núñez              |   |
|       | MED   | Humberto López           |   |
|       | MED   | Mario Salinas            |   |
|       | DEL   | Carlos Cáceres           | ' |
|       | DEL   | Jorge Américo Spedaletti |   |
|       | DEL   | Sergio Ahumada           |   |
|       | DEL   | José Luis Ceballos       |   |
| D. T. | D. T. | Pedro Morales            |   |

|       | POR   | Enrique Enoch      |   |
|       | DEF   | Juan Machuca       |   |
|       | DEF   | Leonel Herrera     |   |
|       | DEF   | Mario Soto         |   |
|       | DEF   | Antonio Arias      |   |
|       | MED   | Eddio Inostroza    | ' |
|       | MED   | Rafael González    |   |
|       | MED   | Miguel Ángel Neira |   |
|       | DEL   | Alejandro Trujillo | ' |
|       | DEL   | Víctor Pizarro     |   |
|       | DEL   | Leonardo Véliz     |   |
| D. T. | D. T. | Luis Santibáñez    |   |

|  | MED | Guillermo Martínez | ' |

|  | DEL | Nicolás Novello | ' |
|  | MED | Luis Miranda    | ' |

| 44' · 58' · 90' | Sergio Ahumada Mario Salinas José Luis Ceballos | 1:0 2:0 3:1 |

| 66' | Luis Miranda | 2:1 |

| Principal  | Gastón Castro    |
| Asistentes | Néstor Mondría   |
|            | Patricio Andrade |

|       | POR   | Leopoldo Vallejos        |   |
|       | DEF   | Mario Galindo            |   |
|       | DEF   | Guillermo Azócar         |   |
|       | DEF   | Ángel Brunell            |   |
|       | DEF   | Julio Núñez              |   |
|       | MED   | Humberto López           |   |
|       | MED   | Mario Salinas            |   |
|       | DEL   | Carlos Cáceres           | ' |
|       | DEL   | Jorge Américo Spedaletti |   |
|       | DEL   | Sergio Ahumada           |   |
|       | DEL   | José Luis Ceballos       |   |
| D. T. | D. T. | Pedro Morales            |   |

|       | POR   | Enrique Enoch      |   |
|       | DEF   | Juan Machuca       |   |
|       | DEF   | Leonel Herrera     |   |
|       | DEF   | Mario Soto         |   |
|       | DEF   | Antonio Arias      |   |
|       | MED   | Eddio Inostroza    | ' |
|       | MED   | Rafael González    |   |
|       | MED   | Miguel Ángel Neira |   |
|       | DEL   | Alejandro Trujillo | ' |
|       | DEL   | Víctor Pizarro     |   |
|       | DEL   | Leonardo Véliz     |   |
| D. T. | D. T. | Luis Santibáñez    |   |

|  | MED | Guillermo Martínez | ' |

|  | DEL | Nicolás Novello | ' |
|  | MED | Luis Miranda    | ' |

| 44' · 58' · 90' | Sergio Ahumada Mario Salinas José Luis Ceballos | 1:0 2:0 3:1 |

| 66' | Luis Miranda | 2:1 |

| Principal  | Gastón Castro    |
| Asistentes | Néstor Mondría   |
|            | Patricio Andrade |

|       | POR   | Leopoldo Vallejos        |   |
|       | DEF   | Mario Galindo            |   |
|       | DEF   | Guillermo Azócar         |   |
|       | DEF   | Ángel Brunell            |   |
|       | DEF   | Julio Núñez              |   |
|       | MED   | Humberto López           |   |
|       | MED   | Mario Salinas            |   |
|       | DEL   | Carlos Cáceres           | ' |
|       | DEL   | Jorge Américo Spedaletti |   |
|       | DEL   | Sergio Ahumada           |   |
|       | DEL   | José Luis Ceballos       |   |
| D. T. | D. T. | Pedro Morales            |   |

|       | POR   | Enrique Enoch      |   |
|       | DEF   | Juan Machuca       |   |
|       | DEF   | Leonel Herrera     |   |
|       | DEF   | Mario Soto         |   |
|       | DEF   | Antonio Arias      |   |
|       | MED   | Eddio Inostroza    | ' |
|       | MED   | Rafael González    |   |
|       | MED   | Miguel Ángel Neira |   |
|       | DEL   | Alejandro Trujillo | ' |
|       | DEL   | Víctor Pizarro     |   |
|       | DEL   | Leonardo Véliz     |   |
| D. T. | D. T. | Luis Santibáñez    |   |

|  | MED | Guillermo Martínez | ' |

|  | DEL | Nicolás Novello | ' |
|  | MED | Luis Miranda    | ' |

| 44' · 58' · 90' | Sergio Ahumada Mario Salinas José Luis Ceballos | 1:0 2:0 3:1 |

| 66' | Luis Miranda | 2:1 |

| Principal  | Gastón Castro    |
| Asistentes | Néstor Mondría   |
|            | Patricio Andrade |

## Campeón
| Bandera de Chile |
| Everton          |
| 3° título        |

## Liguilla Pre-Libertadores
Clasificaron Unión Española (perdedor de la final por el campeonato) y los clubes ubicados entre la 3ª y 5ª posición de la Tabla Final
| Pos | Equipo               | PJ | PG | PE | PP | GF | GC | Dif | Pts |
| --- | -------------------- | -- | -- | -- | -- | -- | -- | --- | --- |
| 1   | Universidad de Chile | 3  | 1  | 2  | 0  | 8  | 6  | 2   | 4   |
| 2   | Palestino            | 3  | 2  | 0  | 1  | 8  | 7  | 1   | 4   |
| 3   | Unión Española       | 3  | 1  | 1  | 1  | 6  | 5  | 1   | 3   |
| 4   | Colo-Colo            | 3  | 0  | 1  | 2  | 3  | 7  | -4  | 1   |

PJ=Partidos jugados; PG=Partidos ganados; PE=Partidos empatados; PP=Partidos perdidos; GF=Goles a favor; GC=Goles en contra; Dif=Diferencia de gol; Pts=Puntos
|  | Partido de definición |

Debido a la igualdad de puntaje en el primer lugar, debió jugarse un partido de desempate entre Universidad de Chile y Palestino.
| 10 de diciembre de 1976                                                                                     | Universidad de Chile                   | 2:2 (1:2) | Palestino                               | Estadio Nacional, Santiago                                         |                                                                    |
| | Jorge Luis Ghiso 6' · Jorge Socías 48' |           | 18' Leonardo Zamora · 43' Sergio Messen | Asistencia: 32.713 espectadores Árbitro(s): Sergio Vásquez (Chile) | Asistencia: 32.713 espectadores Árbitro(s): Sergio Vásquez (Chile) |
| Universidad de Chile clasificó a la Copa Libertadores 1977 por mejor diferencia de gol durante la Liguilla. |                                        |           |                                         |                                                                    |                                                                    |

## Liguilla de Promoción
Clasificaron a la liguilla de promoción los equipos que se ubicaron en 3° y 4° lugar de la Liguilla de ascenso de Segunda División (Trasandino y Audax Italiano), con los equipos que se ubicaron en 15° y 16° lugar de la Primera División (Huachipato y Rangers). Se jugó una ronda con un sistema de todos contra todos, clasificando a Primera División los dos primeros equipos ubicados en la tabla de posiciones.
| Pos | Equipo         | PJ | PG | PE | PP | GF | GC | Dif | Pts |
| --- | -------------- | -- | -- | -- | -- | -- | -- | --- | --- |
| 1   | Huachipato     | 3  | 2  | 0  | 1  | 9  | 4  | 5   | 4   |
| 2   | Audax Italiano | 3  | 2  | 0  | 1  | 7  | 4  | 3   | 4   |
| 3   | Trasandino     | 3  | 2  | 0  | 1  | 7  | 7  | 0   | 4   |
| 4   | Rangers        | 3  | 0  | 0  | 3  | 2  | 10 | -8  | 0   |

PJ=Partidos jugados; PG=Partidos ganados; PE=Partidos empatados; PP=Partidos perdidos; GF=Goles a favor; GC=Goles en contra; Dif=Diferencia de gol; Pts=Puntos
|  | Jugarán en Primera División de Chile 1977 |
|  | Jugarán en Segunda División de Chile 1977 |

1º Fecha
| 8 de diciembre de 1976 | Huachipato                                                      | 3:1 (1:0) | Trasandino         | Estadio Nacional, Santiago                              |                                                         |
|                        | Hugo Rivero 44' · Luis María Carregado 52' · Eduardo Fabres 90' |           | 72' Alfonso Caroca | Asistencia: 7.637 espectadores Árbitro(s): Víctor Ojeda | Asistencia: 7.637 espectadores Árbitro(s): Víctor Ojeda |

| 8 de diciembre de 1976 | Rangers | 0:2 (0:0) | Audax Italiano                         | Estadio Nacional, Santiago                                  |                                                             |
|                        |         |           | 61' Luis Silva · 80' Horacio Astudillo | Asistencia: 7.637 espectadores Árbitro(s): Alberto Martínez | Asistencia: 7.637 espectadores Árbitro(s): Alberto Martínez |

2º Fecha
| 11 de diciembre de 1976 | Trasandino                                                            | 3:2 (3:1) | Rangers                                      | Estadio Nacional, Santiago                                    |                                                               |
|                         | Luis Ahumada 2' · Víctor González 12' · Juan Carlos Gamboa 39' (pen.) |           | 27' Carlos Urrunaga · 77' Juan Carlos Abatte | Asistencia: 7.811 espectadores Árbitro(s): Lorenzo Cantillana | Asistencia: 7.811 espectadores Árbitro(s): Lorenzo Cantillana |

| 11 de diciembre de 1976                                                                  | Audax Italiano                                           | 3:1 (2:1) | Huachipato               | Estadio Nacional, Santiago                                |                                                           |
|                                                                                          | Adriano Muñoz 27' · Farid Hatibovic 32' · Luis Silva 63' |           | 23' Luis María Carregado | Asistencia: 7.811 espectadores Árbitro(s): Néstor Mondría | Asistencia: 7.811 espectadores Árbitro(s): Néstor Mondría |
| Partido se dio por finalizado a los '75, al Huachipato quedar con 6 jugadores en cancha. |                                                          |           |                          |                                                           |                                                           |

3º Fecha
| 15 de diciembre de 1976 | Trasandino                  | 3:2 (2:1) | Audax Italiano                          | Estadio Nacional, Santiago                                        |                                                                   |
|                         | Sergio Fuentes 4', 41', 55' |           | 29' Farid Hatibovic · 63' Adriano Muñoz | Asistencia: 10.710 espectadores Árbitro(s): Juan Silvagno Cavanna | Asistencia: 10.710 espectadores Árbitro(s): Juan Silvagno Cavanna |

| 15 de diciembre de 1976 | Huachipato                                                                                   | 5:0 (2:0) | Rangers | Estadio Nacional, Santiago                                 |                                                            |
|                         | Manuel Ulloa 26' (ag.) · Javier Méndez 38', 63' (pen.) · Luis Godoy 70' · Eduardo Fabres 75' |           |         | Asistencia: 10.710 espectadores Árbitro(s): Sergio Vásquez | Asistencia: 10.710 espectadores Árbitro(s): Sergio Vásquez |

Partido de Desempate
| 19 de diciembre de 1976 | Trasandino | 0:1 (0:0) | Audax Italiano              | Estadio Nacional, Santiago                                    |                                                               |
|                         |            |           | 51' (tl.) Horacio Astudillo | Asistencia: 17.846 espectadores Árbitro(s): Rafael Hormazábal | Asistencia: 17.846 espectadores Árbitro(s): Rafael Hormazábal |

- Audax Italiano asciende a Primera División. Trasandino se mantiene en Segunda División, Rangers desciende a la Segunda División de Chile 1977.

## Goleadores
| Jugador                  | Goles | Equipo               |
| ------------------------ | ----- | -------------------- |
| Oscar Fabbiani           | 23    | Palestino            |
| Julio Crisosto           | 21    | Colo-Colo            |
| Alberto Hidalgo          | 20    | Palestino            |
| Ricardo Rojas            | 18    | Regional Antofagasta |
| Juan Domingo Loyola      | 17    | Green Cross-Temuco   |
| Jorge Américo Spedaletti | 16    | Everton              |
| Juan Carlos Orellana     | 14    | Colo-Colo            |
| Luis Ahumada             | 13    | Lota Schwager        |
| Héctor Pinto             | 13    | Universidad de Chile |
| Víctor Estay             | 12    | Deportes Concepción  |
| José Luis Ceballos       | 12    | Everton              |
| Mario Salinas            | 12    | Everton              |
| Carlos Urrunaga          | 12    | Rangers              |
| Víctor Tapia             | 12    | Deportes Ovalle      |
| Francisco Valdés         | 12    | Santiago Wanderers   |
| Nicolás Novello          | 12    | Unión Española       |
| Víctor Pizarro           | 12    | Unión Española       |
| Jorge Luis Ghiso         | 12    | Universidad de Chile |